# Могаве-Веллі (Аризона)
Могаве-Веллі (англ. Mohave Valley) — переписна місцевість (CDP) в США, в окрузі Могаве штату Аризона. Населення — 2693 особи (2020).

## Географія

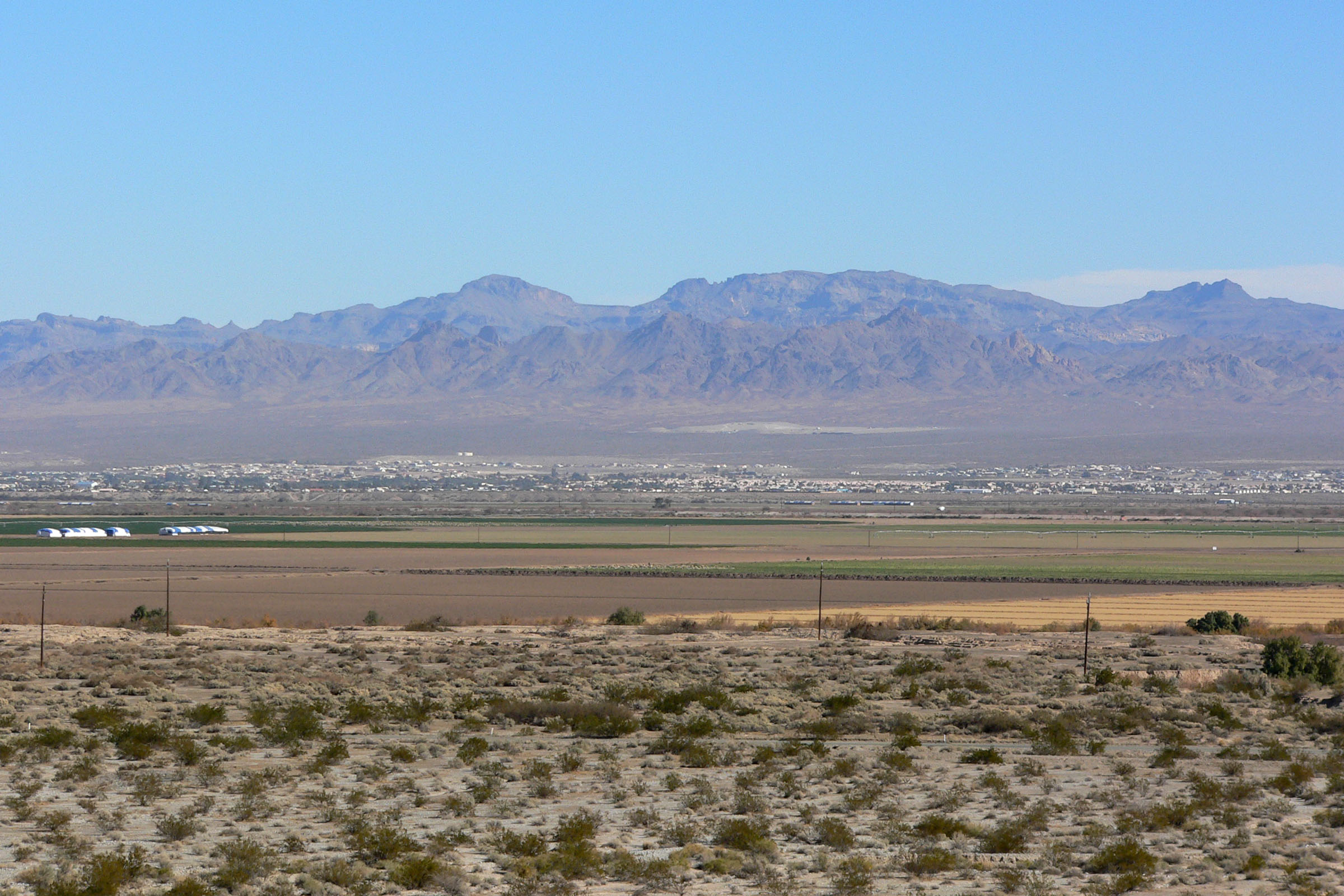
Вид з південного заходу. На задньому плані Мертві гори і гори Сакраменто в Каліфорнії

Могаве-Веллі розташований за координатами 34°54′9″ пн. ш. 114°34′33″ зх. д. / 34.90250° пн. ш. 114.57583° зх. д. (34.902433, -114.575771). За даними Бюро перепису населення США в 2010 році переписна місцевість мала площу 36,36 км², з яких 36,32 км² — суходіл та 0,04 км² — водойми.

## Демографія
Згідно з переписом 2010 року, у переписній місцевості мешкало 2616 осіб у 965 домогосподарствах у складі 710 родин. Густота населення становила 72 особи/км². Було 1300 помешкань (36/км²).
Расовий склад населення:
| - 80,9 % — білих - 3,9 % — корінних американців - 0,6 % — чорних або афроамериканців - 0,5 % — азіатів - 0,2 % — вихідців з тихоокеанських островів - 8,5 % — осіб інших рас |

До двох чи більше рас належало 5,3 %. Частка іспаномовних становила 21,0 % від усіх жителів.
За віковим діапазоном населення розподілялося таким чином: 24,2 % — особи молодші 18 років, 58,8 % — особи у віці 18—64 років, 17,0 % — особи у віці 65 років та старші. Медіана віку мешканця становила 42,0 року. На 100 осіб жіночої статі у переписній місцевості припадало 102,6 чоловіків; на 100 жінок у віці від 18 років та старших — 102,2 чоловіків також старших 18 років.
Середній дохід на одне домашнє господарство становив 56 981 долар США (медіана — 44 105), а середній дохід на одну сім'ю — 63 253 долари (медіана — 50 734). За межею бідності перебувало 24,5 % осіб, у тому числі 52,2 % дітей у віці до 18 років та 0,0 % осіб у віці 65 років та старших.
Цивільне працевлаштоване населення становило 1027 осіб. Основні галузі зайнятості: освіта, охорона здоров'я та соціальна допомога — 28,3 %, мистецтво, розваги та відпочинок — 23,2 %, роздрібна торгівля — 9,5 %, будівництво — 8,0 %.